# Amelia Van Buren
Amelia C. Van Buren (cca 1856–1942) byla americká portrétní fotografka a malířka, která je nejznámější z portrétních fotografií Thomase Eakinse a také z jeho malovaného obrazu Miss Amelia Van Buren z roku 1891.

## Pensylvánská akademie výtvarných umění
Van Buren se narodila v Detroitu ve státě Michigan. Oba její rodiče zemřeli někdy před rokem 1884, kdy začala navštěvovat Pensylvánskou akademii výtvarných umění.
Ještě než začala akademii navštěvovat, již čtyři roky své kresby v Detroitu vystavovala.

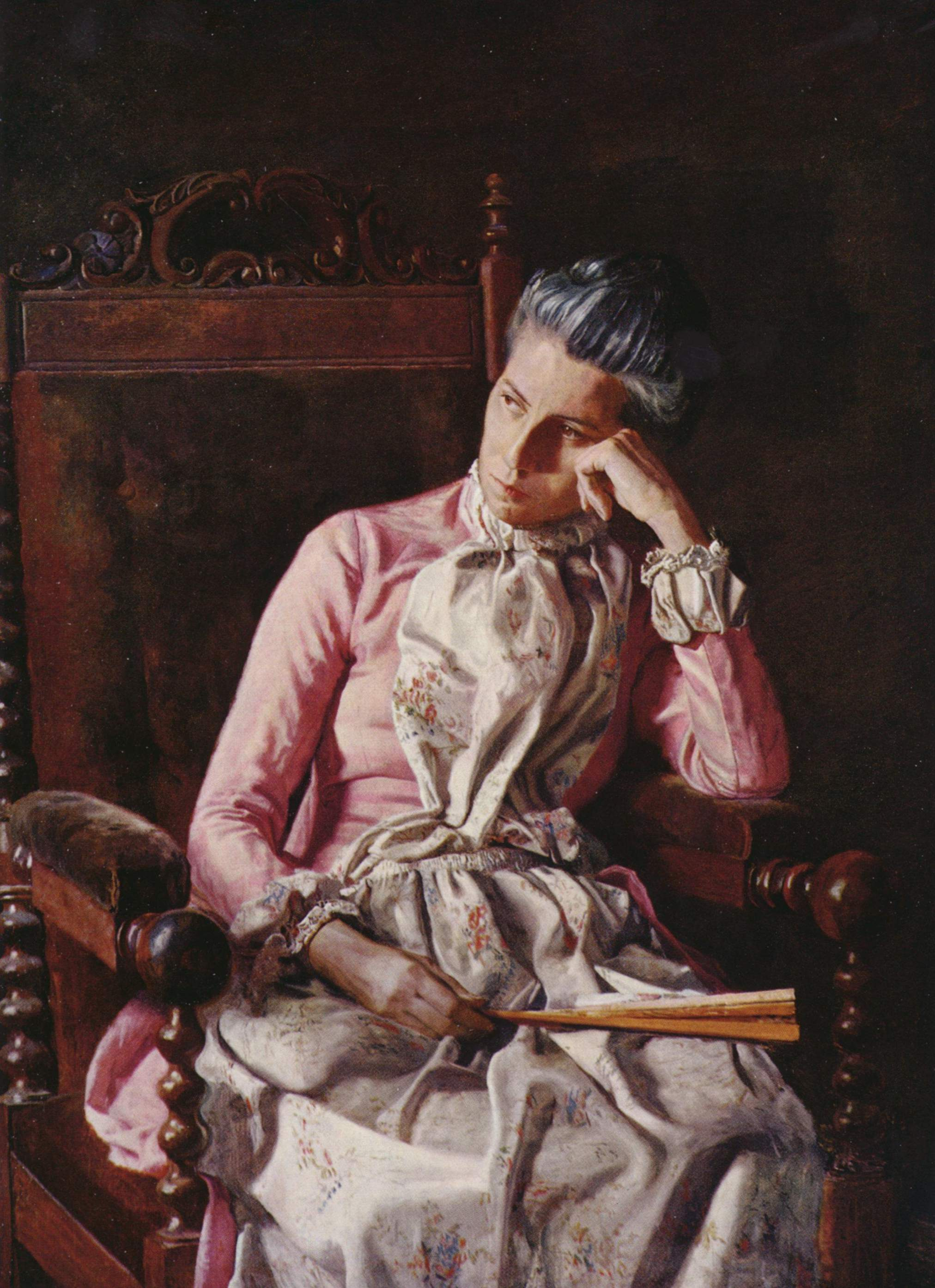
Miss Amelia Van Buren od Thomase Eakinse

Její talent jí umožnil absolvovat lekce výtvarného umění přímo u Eakinse, včetně kontroverzních lekcí s nahými modely, mužskými i ženskými.
V letech 1885-1886 se spiklo několik bývalých Eakinsových studentů (včetně Thomase Pollocka Anshutze a Colina Campbella Coopera), a Eakins byl vyhozen z Pensylvánské akademie výtvarných umění. Tvrdili vyšetřovacímu výboru, že Eakins využíval studentky, včetně Van Burenové, jako nahé modely. Dalším velmi pobuřujícím obviněním bylo, že Van Burenová položila Eakinsovi otázku týkající se pánevních pohybů, přičemž Eakins reagoval tím, že si sundal své kalhoty a pohyby demonstroval. Později trval na tom, že tato epizoda měla zcela profesionální charakter.
Po zotavení z neurastenie se Van Buren vrátila do Filadelfie, kde pokračovala ve studiu u Eakinse, i když už ne na Pensylvánské akademii. Van Buren a Eakins zůstali v úzkém kontaktu ještě několik let poté. Tři nebo čtyři roky po propuštění z akademie Eakins namaloval Van Buren na obraze Miss Amelia Van Buren.

## Život po studiích

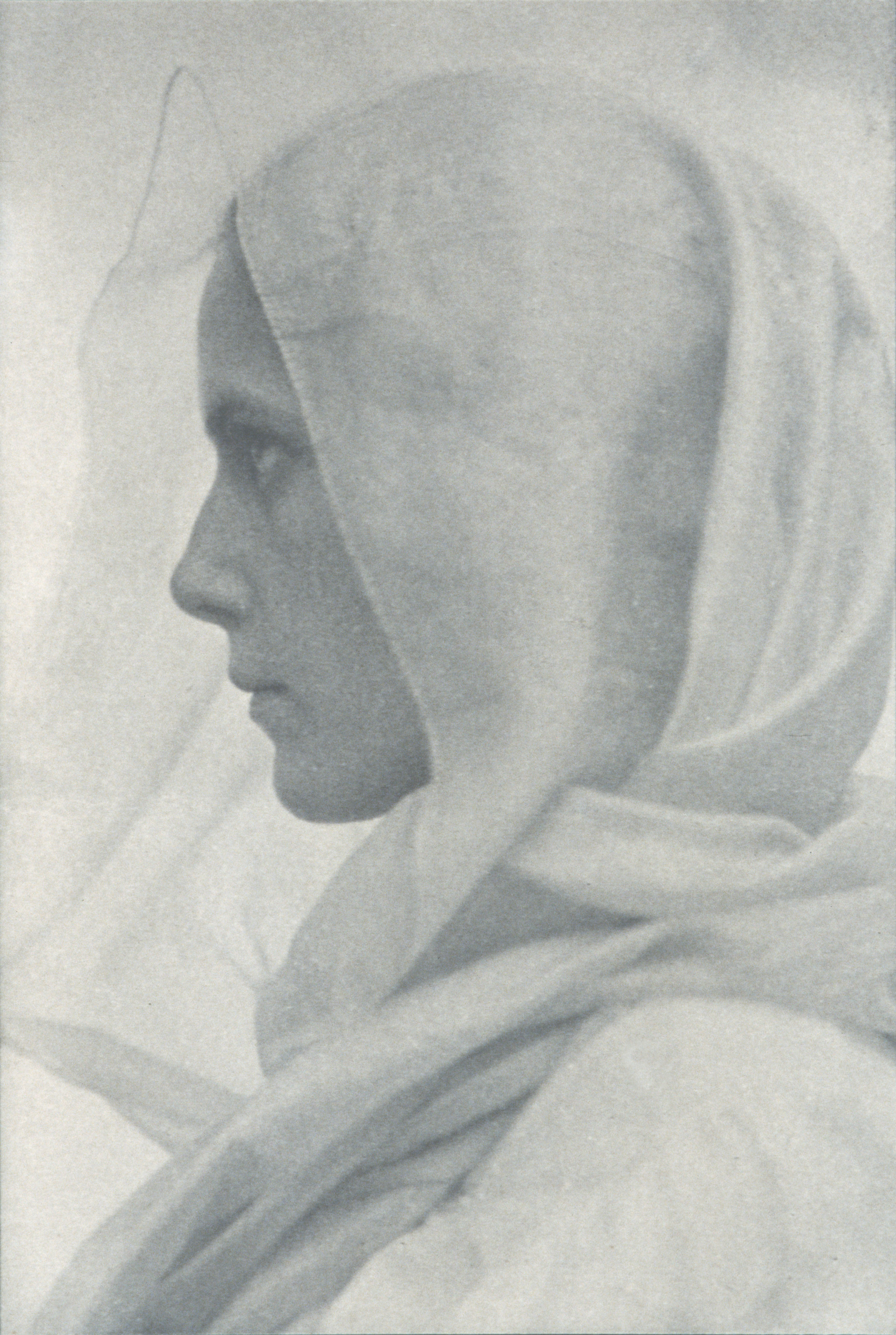
Portrét ženy zahalené do závoje z profilu, asi 1900

Existuje jen málo informací o životě Van Burenové a její profesionální kariéře po dokončení vzdělávání na Akademii. Není známo, že by se dochovaly některé její obrazy.
Uzavřela „bostonské manželství“ s kolegyní studentkou a fotografkou Evou Watson-Schützovou. Otevřely si studio a galerii výtvarného umění v Atlantic City, New Jersey. Van Burenová však musela proti své vůli dělat kompromisy ve svém estetickém cítění aby své obrazy prodávala, vrátila se proto zpátky k fotografování.
Obě ženy byly uznávány jako výtvarné umělkyně a vystavovaly společně na výstavě Pitssburského fotoklubu v roce 1899 a Van Buren byla známá svými portréty, kdysi prohlásila, že jejím cílem je, aby její portréty "odpovídaly těm Sargentovým, Wattsovým a dalších mistrů".

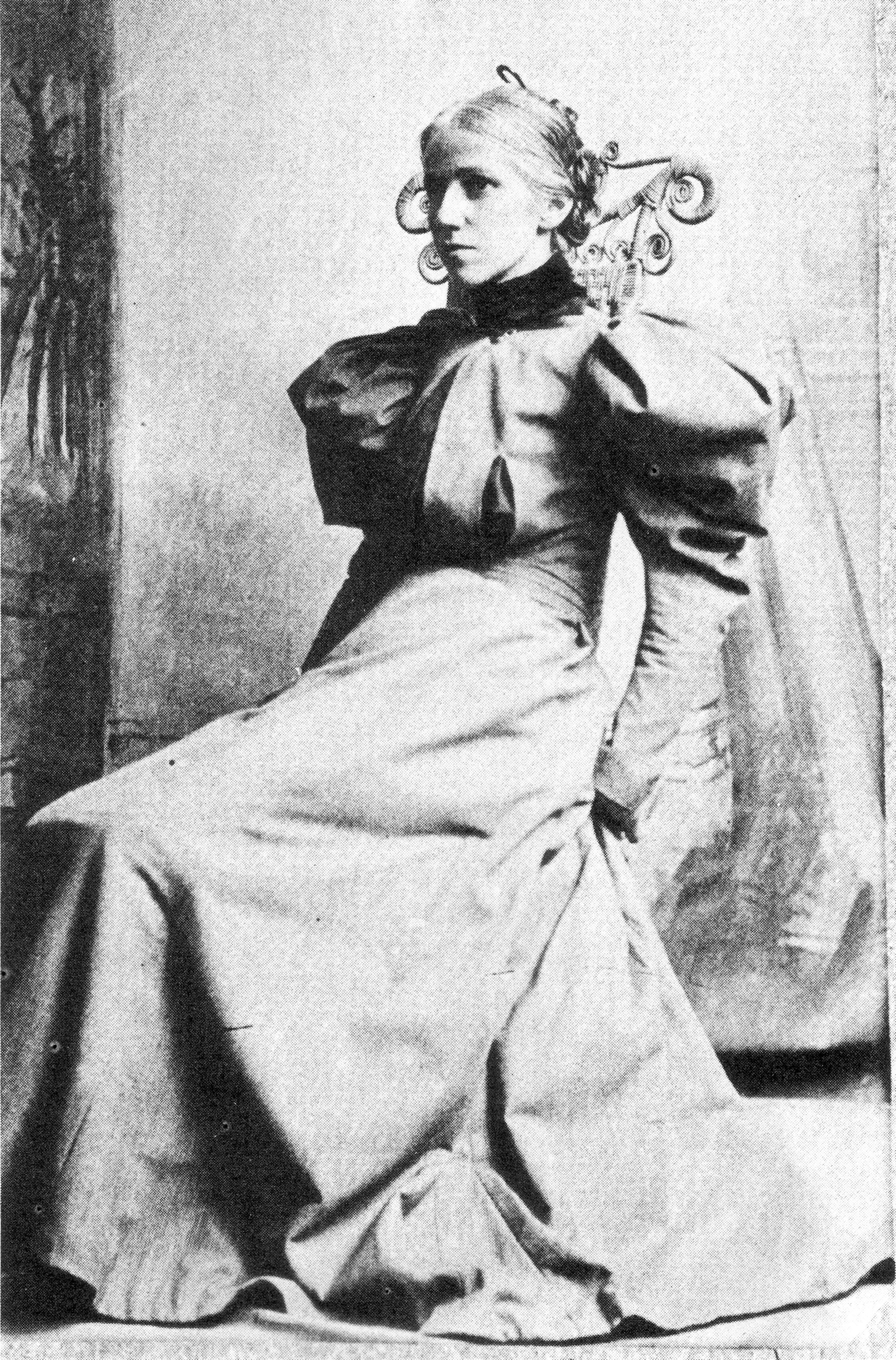
Fotografie Van Burenové od Thomase Eakinse, kterou zhotovil v rámci přípravy na olejomalbu Miss Amelia Van Buren

Je známo, že roku 1900 poslala některé své snímky Frances Benjamin Johnstonové (včetně té fotografie vpravo) a přestěhovala se zpět do Detroitu.
Olejomalbu přivezla s sebou - pravděpodobně darovanou od samotného umělce - a v roce 1927 ji prodala do Galerie Phillips Memorial. V té době bydlela v Severní Karolíně.
Na počátku třicátých let kontaktoval Van Burenovou Lloyd Goodrich, který psal první celoživotní biografii o Eakinsovi. Nicméně mu odpověděla, že na Eakinse nemá žádné zvláštní vzpomínky. Van Burenová strávila svá pozdější léta v umělecké osadě v Tryonu v Severní Karolíně, kde v roce 1942 zemřela.